# Matadoravl
Matadoravl er et begreb indenfor dyreavl. Det dækker det fænomen, at udvalgte hanner med særligt efterspurgte egenskaber får et meget stort antal afkom. Matadoravl mindsker den genetiske variation. Brugen af en han, som er flittigt brugt i avlen kan være risikofyldt, rent sundhedsmæssigt. Det beror på om der er undersøgt afkom efter hannen, og hvorvidt disse er sunde eller ikke.
Ordet "matadoravl" stammer fra Sverige. Her fandtes en tyr ved navn Matador, som blev brugt intensivt i avl. Senere opdagede man at tyren havde skjulte gener og var bærer af en autosomal recessiv sygdom i testiklerne, der gav nedsat frugtbarhed. I kvægavl bruges kunstig insemination meget og tyren blev far til mange hundrede kalve. Genet blev på den måde spredt vidt omkring i kvægproduktionen og skaden blev først rettet op efter mange år.
Dansk Kennel Klub har opsat etiske regler om hundeavl, deriblandt om matadoravl: En hanhund bør ikke være far til mere end 25% af racens gennemsnitlige årlige registreringsantal.